# Фармерсвил (Илиноис)
Фармерсвил (енгл. Farmersville) град је у америчкој савезној држави Илиноис.

## Демографија
По попису из 2010. године број становника је 724, што је 44 (-5,7%) становника мање него 2000. године.
| Група             | 2000.       | 2010.       |
| Белци             | 750 (97,7%) | 720 (99,4%) |
| Афроамериканци    | 0 (0,0%)    | 0 (0,0%)    |
| Азијати           | 10 (1,3%)   | 0 (0,0%)    |
| Хиспаноамериканци | 4 (0,5%)    | 4 (0,6%)    |
| Укупно            | 768         | 724         |